# Derlei
Pour les articles homonymes, voir Fernandes.
Vanderlei Fernandes Silva, plus connu sous le surnom de Derlei, est un footballeur brésilien né le 14 juillet 1975 à São Bernardo do Campo (Brésil). Évoluant au poste d'attaquant, Derlei mesure 1,78 m et pèse 78 kg. Il est également de nationalité portugaise.

## Biographie
À l'issue de la saison 2008/2009 il décide de raccrocher les crampons.
Ce que les connaisseurs retiendront de lui, ce sont ses deux magnifiques campagnes européennes (UEFA 2003 et LDC 2004) avec comme illustre entraîneur, José Mourinho.

## Palmarès
| Année                    | Titre                                     | Club                    | Pays     |
| 1996                     | Champion de l'État de Rio Grande do Norte | América FC (Natal)      | Brésil   |
| 2003 et 2004             | Champion du Portugal                      | FC Porto                | Portugal |
| 2003 et 2008             | Vainqueur de la Coupe du Portugal         | FC Porto et Sporting CP | Portugal |
| 2003, 2004, 2007 et 2008 | Vainqueur de la Supercoupe du Portugal    | FC Porto et Sporting CP | Portugal |
| 2003                     | Vainqueur de la Coupe UEFA                | FC Porto                | Portugal |
| 2004                     | Vainqueur de la Ligue des champions       | FC Porto                | Portugal |
| 2004                     | Finaliste de la Coupe du Portugal         | FC Porto                | Portugal |
| 2003 et 2004             | Finaliste de la Supercoupe de l'UEFA      | FC Porto                | Portugal |
| 2008 et 2009             | Finaliste de la Carlsberg Cup             | Sporting CP             | Portugal |